# Медаль «За визволення Белграда»
Меда́ль «За ви́зволення Белгра́да» — медаль, державна нагорода СРСР. Введена указом Президії Верховної Ради СРСР 9 червня 1945 року. Автор медалі — художник Кузнецов.

## Опис
Медаль «За визволення Белграда» має форму правильного круга діаметром 32 мм, виготовлена з латуні.
На лицьовому боці – по колу напис «За освобождение Белграда». Над написом – п'ятикутна зірка, по колу – зображення лаврового вінка, перевитого стрічкою.
На зворотному боці – дата звільнення Белграда «20 октября 1944», п'ятикутна зірочка. Усі написи та зображення на медалі — випуклі.
Медаль за допомогою вушка і кільця з'єднується з п'ятикутною колодочкою, обтягнутою шовковою муаровою стрічкою зеленого кольору шириною 24 мм. Посередині стрічки — подовжня смужка чорного кольору завширшки 8 мм.

## Нагородження медаллю
Медаллю «За визволення Белграда» нагороджувалися військовослужбовці Радянської Армії, Військово-морського флоту та військ НКВС, які брали участь у штурмі і визволенні Белграда у період з 28 вересня по 22 жовтня 1944 року, а також організатори і керівники цієї військової операції.
Медаль носиться на лівій стороні грудей, за наявності у нагородженого інших медалей СРСР розташовується після медалі «За взяття Берліна».
Загалом медаллю «За визволення Белграда» було проведено близько 70 000 нагороджень.